# Tuc des Crabes
El Tuc des Crabes es un pico de los Pirineos con una altitud 2580 metros,  situado en el municipio del Viella y Medio Arán en el Valle de Arán (Provincia de Lérida).

## Descripción
En las proximidades del Tuc des Crabes destacan el Tuc Mauberme (2881 m), Tuc de Montoliu (2691 m) y Tuc der Òme (2732 m). A los pies del Tuc des Crabes se encuentra el Lac de Montoliu.